# Ullits
Ullits is een plaats in de Deense regio Noord-Jutland, gemeente Vesthimmerland. De plaats telt 324 inwoners (2008).